# 纹腹叉鼻鲀
纹腹叉鼻鲀，舊名羞魨（学名：[Arothron hispidus] 错误：{{Lang}}：文本有斜体标记（帮助）），俗名白點河魨、烏規、花規、綿規，为輻鰭魚綱魨形目四齒鲀科的一種。

## 分布
本魚分布于印度太平洋區，包括東非、南非、馬達加斯加、模里西斯、紅海、塞席爾群島、留尼旺、馬爾地夫、印度、斯里蘭卡、泰國、柬埔寨、中國、韓國、日本、台灣、菲律賓、越南、泰國、馬來西亞、印尼、新幾內亞、澳洲、密克羅尼西亞、庫克群島、馬里亞納群島、關島、夏威夷群島、帛琉、新喀里多尼亞、薩摩亞群島、東加、萬那杜、加拉巴哥群島、法屬波里尼西亞、中美洲、厄瓜多等海域。该物种的模式产地在印度。

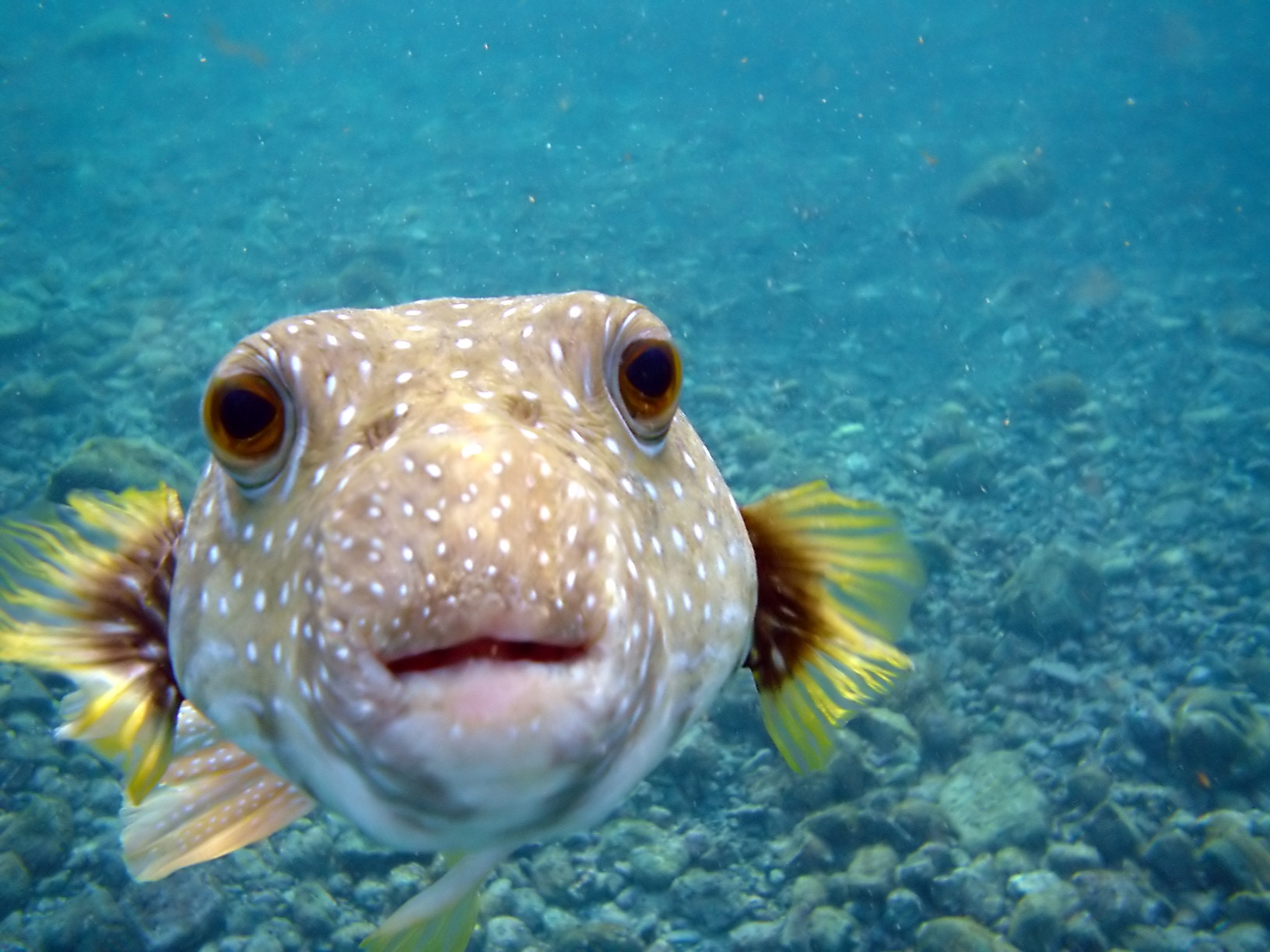
夏威夷的纹腹叉鼻鲀

## 深度
水深3至50公尺。

## 特徵
本魚體呈圓筒型，被覆由鱗片特化成的細棘；口小，魚體背部深灰色或黑褐色，散布許多白色圓點；腹部乳白，具數條深褐色細縱帶，尾鰭圓形，背鰭軟條10至11枚；臀鰭軟條10至11枚，體長可達50公分。

## 生態
本魚屬於廣鹽性的魚類，幼魚偏好在河口區活動，游動緩慢，受驚嚇時會吸入大量的水和空氣，將身體漲大成圓球狀，以嚇退掠食者。晚上就地而眠，很少躲入洞中。屬肉食性，以珊瑚、軟體動物、被囊動物、海綿、甲殼類、多毛類、海星、海膽、磷蝦等為食。

## 經濟利用
本魚禁止食用，其卵巢和肝脏有河豚毒素，皮肤和肠也有毒。多做為觀賞魚。

## 扩展阅读
維基物種上的相關：纹腹叉鼻鲀